# Roman Debelko
Roman Mykolajovyč Debelko (in ucraino Роман Миколайович Дебелко?; Donec'k, 8 agosto 1993) è un ex calciatore ucraino, di ruolo attaccante.

## Carriera
Ha giocato nella massima serie dei campionati armeno, ucraino, estone, lettone e bielorusso.

## Palmarès

### Club

#### Competizioni nazionali
- Supercoppa di Estonia: 1

Levadia Tallinn: 2018
- Coppa di Estonia: 1

Levadia Tallinn: 2017-2018
- Campionato lettone: 2

Riga FC: 2019, 2020
- Supercoppa di Bielorussia: 1

Šachcër Salihorsk: 2021